# Operacja Ochronna Tarcza
Operacja Ochronna Tarcza lub Mur Obronny (hebr. מבצע חומת מגן, Mivtza Homat Magen) – operacja wojskowa przeprowadzona na szeroką skalę przez Siły Obrony Izraela (Cahal) w 2002, w trakcie tzw. intifady Al-Aksa. Była to największa operacja wojskowa na Zachodnim Brzegu Jordanu od czasu wojny sześciodniowej w 1967.

## Przebieg wydarzeń
Operacja Ochronna Tarcza rozpoczęła się 29 marca 2002 wkroczeniem oddziałów CaHaL do Ramallah. Podobne akcje miały miejsce w sześciu największych miastach na Zachodnim Brzegu i w otaczających je osadach. 1 kwietnia armia izraelska weszła do Tulkarm i Kalkiliji, następnego dnia do Betlejem, a później także do Dżeninu i Nablusu. Okres od 3 do 21 kwietnia cechował się wprowadzeniem ścisłej godziny policyjnej dla cywilnej populacji zajętych terenów, jak również ograniczeniami w poruszaniu się nałożonymi na zagranicznych rezydentów, włączając w to zakaz wjazdu dla personelu medycznego, jak również dla obserwatorów monitorujących przestrzeganie praw człowieka i dziennikarzy.
W trakcie trwającej trzy tygodnie operacji zginęło co najmniej 500 Palestyńczyków, a 1500 zostało rannych. Zgodnie z informacjami przedstawionymi przez Palestine Red Crescent Society (odpowiednik Czerwonego Krzyża), 4258 osób zostało zaaresztowanych przez Izraelczyków. CaHaL stracił 29 żołnierzy, a 127 zostało rannych. Poza stratami w ludziach, odnotowano także znaczne straty ekonomiczne – zniszczone zostały znaczne ilości mienia, czego efektem był m.in. drastyczny wzrost bezrobocia na terenie Zachodniego Brzegu. Bank Światowy ocenił, że palestyńskiej infrastrukturze i instytucjom wyrządzono szkody w wysokości 360 milionów dolarów, z czego 158 milionów dolarów szkód wyrządziły bombardowania i niszczenie domów w Nablusie i Dżeninie. Duża część palestyńskiej populacji straciła swoje mieszkania. Władze Autonomii Palestyńskiej nie były w stanie w pełni odbudować zniszczonych budynków jeszcze przez dwa lata od czasu zakończenia operacji.
Raport ONZ na temat operacji stwierdza, że Obie walczące strony zachowywały się w taki sposób, że często narażały cywili na niebezpieczeństwo. Wiele walk podczas Operacji Ochronna Tarcza miało miejsce na terenach mocno zaludnionych przez cywili i w wielu wypadkach używana była ciężka artyleria.